# 元畅
元畅（？—537年），一名约，字叔畅，河南郡洛阳县（今河南省洛阳市东）人，追尊魏景穆帝拓跋晃曾孙，安南大将军、雍州刺史、广陵康侯元衍之子，北魏宗室、官员。

## 生平
元畅随魏孝武帝元修西入关中，出任鸿胪，封博陵王。大统三年（537年），西魏出兵东征，东魏梁州刺史鹿永吉占据梁州归附西魏，元畅和赵郡王元景神率领部众迎接。东魏西兗州刺史宋显率领西兖州的军队攻击西魏军队，将元畅斩首。

## 家庭

### 兄弟
- 元璨，北魏辅国将军、太常少卿
- 元融，西魏侍郎、殿中尚书、魏兴王